# Ernst Hassebrauk
Ernst Hassebrauk (* 28. Juni 1905 in Dresden; † 30. August 1974 in Dresden) war ein deutscher Maler und Zeichner.

## Leben
Nach dem Abitur am humanistischen König-Georg-Gymnasium schrieb er sich 1925 zunächst an der Staatlichen Akademie für Kunstgewerbe zu Dresden sowie an der Technischen Hochschule Dresden ein. Dann wechselte er 1927 an die Universität Leipzig, um Philosophie und Kunstgeschichte zu studieren. Parallel dazu war er auch Student an der Staatlichen Akademie für graphische Künste und Buchgewerbe, wo er Meisterschüler von Willi Geiger wurde. Seine erste Ausstellung hatte er dort im Museum der Bildenden Künste. Im Jahr 1932 erhielt er den Sächsischen Staatspreis und das Holstein-Stipendium.
Auf einer Hollandreise 1937 beeindruckte ihn eine Frans-Hals-Ausstellung nachhaltig.

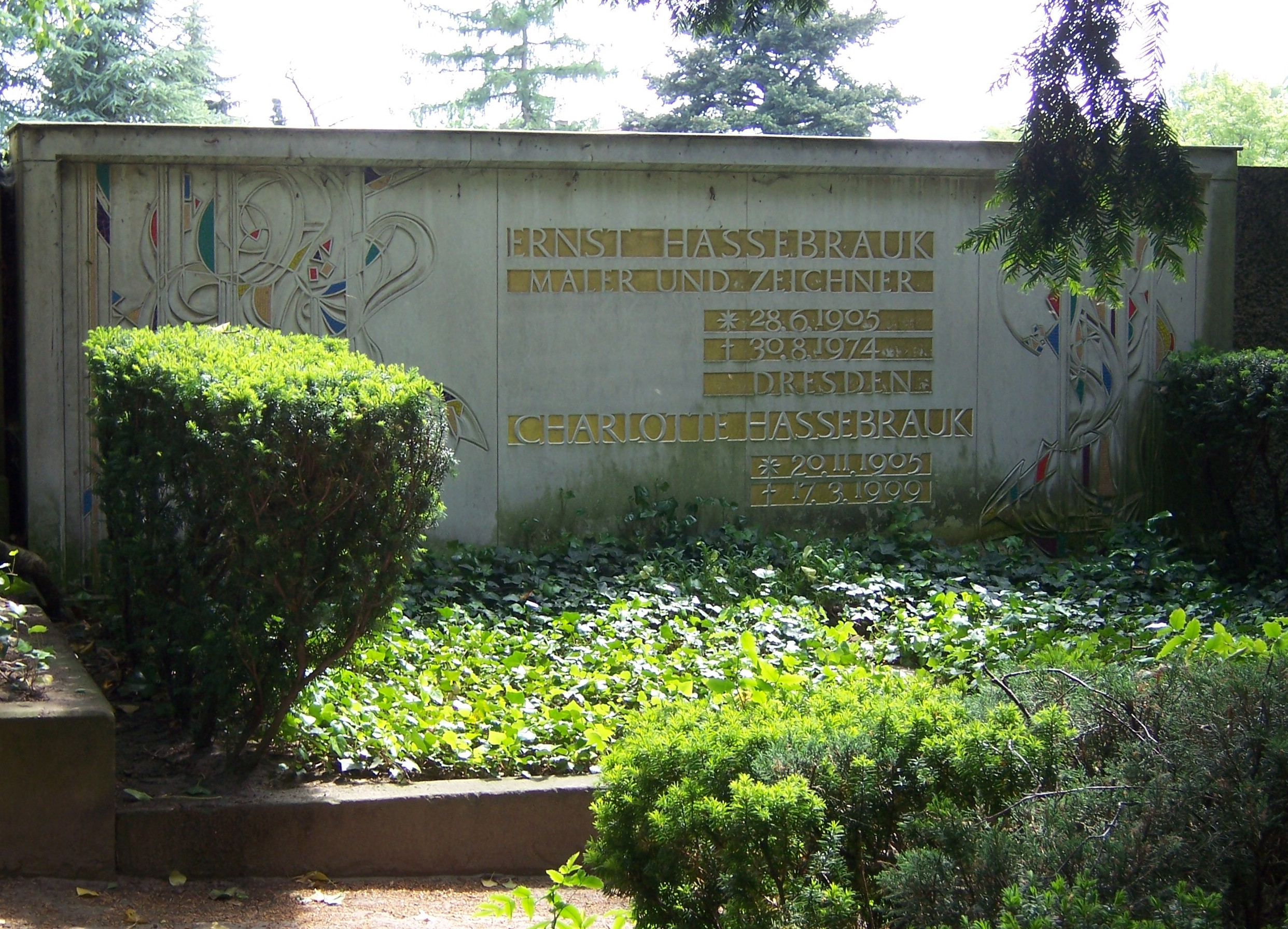
Grab Ernst Hassebrauks auf dem Loschwitzer Friedhof

In der Zeit des Nationalsozialismus war Hassebrauk obligatorisches Mitglied der Reichskammer der bildenden Künste. Aber weil die Nationalsozialisten seinen Malstil als französisch ablehnten, wurde sein öffentliches Wirken weitgehend unterbunden. 1937 wurde in der Aktion „Entartete Kunst“ aus dem Museum der bildenden Künste Leipzig seine Radierung Sitzender Junge mit Apfel (63,4 × 50,2 cm, 1927; WV Lau 1) beschlagnahmt und zerstört.  In den 1930er Jahren unternahm Hassebrauk in einer Art innerer Emigration mehrere Reisen, vor allem in den Südwesten Deutschlands, in die Schweiz und ins Elsass. 1935 erfolgte die Eheschließung Hassebrauks mit Charlotte Wießner. Ernst Hassebrauk und Goetz Scheer, der Ehemann von Irma Lang-Scheer, einer Kommilitonin bei Willi Geiger, waren seit Ende der 1920er Jahre befreundet. Die Eheleute blieben auch nachbarschaftlich in Dresden lebenslang verbunden.
Das Adressbuch verzeichnete ihn 1943 in der Schevenstraße 19b mit Arbeitsräumen in der Nr. 10b. Nach 1945 wohnt er in der Nr. 29.
Nach dem Ende des NS-Staats folgte Hassebrauk einem Ruf an die Akademie für Graphik und Buchkunst in Leipzig. Im Jahr 1947 erfolgte seine Ernennung zum Professor. Werner Tübke wurde sein Schüler. Im Zuge der „Formalismus-Debatte“ wurde Hassebrauk 1949 aus dem Lehramt entlassen. Er kehrte nach Dresden zurück. Dort arbeitete er als freischaffender Künstler. Herausragend war seine Arbeit von 1958 bis 1960 in den Dresdner Museen, deren schönstes Ergebnis im Dresdner Bilderbuch (Verlag der Kunst, Dresden 1968; Text von Fritz Löffler) veröffentlicht wurde. Hassebrauk gehörte zu den Künstlern, deren Bilder im Palast der Republik hingen.
Hassebrauk hatte in der DDR eine bedeutende Anzahl von Einzelausstellungen und war auf den meisten wichtigen zentralen Kunstausstellungen vertreten, u. a. von 1949 bis 1978 auf allen Deutschen Kunstausstellungen bzw. Kunstausstellungen der DDR in Dresden.
Ab etwa 1950 verband ihn eine enge Freundschaft mit dem Fotografen Walter Zorn, mit dem er ab etwa 1960 gemeinsame Reisen nach Ungarn unternahm und sich zum Urlaub an der Ostsee aufhielt. Im Jahr 1964 unternahm er eine Reise nach Bayern, Oberitalien und Venedig. Von 1962 bis 1966 nahm der Konstruktivist Manfred Luther privaten Zeichenunterricht bei Hassebrauk.
Hassebrauk wurde auf dem Loschwitzer Friedhof beigesetzt. Sein Grab schuf der Künstler Hermann Naumann. Zur Zentenarfeier 2005 wurde Ernst Hassebrauk mit insgesamt 16 Ausstellungen gewürdigt.

## Museen und öffentliche Sammlungen mit Werken Hassebrauks (unvollständig)
- Dresden: Kupferstichkabinett[4]
- Dresden: Galerie Neue Meister[4]
- Dresden: Kunstsammlung der Stadt
- Erfurt: Angermuseum
- Gera: Otto-Dix-Haus
- Stendal: Winckelmann-Museum[5]

## Werk
Nach expressionistischen Anfängen in den 1930er Jahren (zuerst unter dem Einfluss von Otto Dix, später dann von Oskar Kokoschka) zeigte sich später immer mehr Hassebrauks Vorliebe für das Elegante und Schöne. Dabei war er gleichermaßen Maler wie Zeichner. In seinem Werk treten neben Landschaften, Porträts und Stillleben Adaptionen Alter Kunst. Sein umfangreiches Schaffen bewegte sich zwischen impressionistischen und expressionistischen Traditionen sowie in der steten Auseinandersetzung mit holländischen und flämischen Meistern. Auch aufgrund seiner Beziehungen zum Westen, die er zeitlebens pflegte, darf man seine Kunst „als vorzüglichen Bestandteil einer gesamtdeutschen, europäischen Kunstentwicklung“ bezeichnen, was W. Schmidt wie folgt beschreibt: „Im Bewußtsein der künstlerischen Problematik zwischen Ost und West, zwischen Gegenständlichkeit und Abstraktion führt Hassebrauk die barocken wie die expressionistischen Traditionen Sachsens zu einem eigenständigen Beitrag weiter“.
Aber „der kaum unterbrochene Wechsel von einem totalitären System ins nächste verhinderte den wirklichen internationalen Erfolg, nämlich den über Grenzen, über die Mauer hinweg.“

## Ausstellungen (unvollständig)

### Einzelausstellungen
- 1929: Museum der Bildenden Künste zu Leipzig „Portraitgestaltung“
- 1943: Armeemuseum Dresden „Waffen und Uniformen aus fünf Jahrhunderten. Gemälde, Pastelle, Zeichnungen von Ernst Hassebrauk“[10]
- 1960: Anger Museum Erfurt „Gemälde und Graphik“
- 1978: Galerie am Palmengarten Frankfurt a. M. „Werke aus fünf Jahrzehnten“
- 1979: Galerie Neue Meister im Albertinum Dresden „Ernst Hassebrauk 1905–1974“
- 1985: Galerie Döbele Ravensburg „Ernst Hassebrauk 1905–1974“
- 1988: Galerie am Sachsenplatz Leipzig „Ernst Hassebrauk 100 Werke. Malerei, farbige Blätter und Zeichnungen“
- 2005: Otto-Dix-Haus Hemmenhofen „Zwischen Kokoschka und Dix“
- 2005: Galerie Schlichtenmaier Grafenau „Realist-Impressionist-Expressionist“
- 2009: Kunstverein Aalen „Ernst Hassebrauk in südwestdeutschem Privatbesitz“
- 2021: Döbele Kunst Mannheim „Der barocke Hassebrauk (1905-1974)“

### Ausstellungsbeteiligungen
- 1938/1939: Leipzig, Leipziger Kunstverein („Jahresschau Leipziger Künstler“)

- 1956: Kunstausstellung im Albertinum „750 Jahre Dresden“
- 1956: Deutsche Akademie der Künste Berlin „Der graphische Zyklus. Von Max Klinger bis zur Gegenwart, 1880–1955“
- 1962: Staatliche Museen zu Berlin, Nationalgalerie „Deutsche Bildnisse, 1800–1960“
- 1976: Staatliche Kunstsammlungen Dresden, Gemäldegalerie Neue Meister „200 Jahre Malerei Dresden“
- 1981: ebendort „Kunst im Aufbruch, Dresden 1918–1933“
- 2011/12: Kunsthalle im Lipsius-Bau in Dresden, „Neue Sachlichkeit in Dresden. Malerei der Zwanziger Jahre von Dix bis Querner“